# Hiseti
Hiseti är en del av en befolkad plats i Bosnien och Hercegovina.   Den ligger i entiteten Republika Srpska, i den nordvästra delen av landet, 140 km nordväst om huvudstaden Sarajevo. Hiseti ligger 172 meter över havet och antalet invånare är 5 000.
Terrängen runt Hiseti är kuperad åt sydost, men åt nordväst är den platt. Hiseti ligger nere i en dal. Runt Hiseti är det ganska tätbefolkat, med 67 invånare per kvadratkilometer.. Närmaste större samhälle är Banja Luka, 1,7 km norr om Hiseti. 
Runt Hiseti är det i huvudsak tätbebyggt.